# Félix Ros Cebrián
Félix Ros Cebrián (Barcelona, 19 de setembre de 1912 - Istanbul, 1974) fou un periodista i escriptor falangista en llengua castellana català.

## Biografia
Nascut el 19 de setembre de 1912 en una família burgesa de Barcelona, estudià al Col·legi Salesià Sant Antoni de Pàdua de Mataró i es llicencià en Dret a la Universitat de Barcelona i en Filosofia i Lletres a la Universitat de València l'any 1935. Durant l'època universitària s'afilià a Falange Española i com a jove escriptor integrà les tertúlies feixistoides que Luys Santa Marina reunia al Lyon d'Or durant la dècada de 1930. Considerat com a camisa vella, fou un membre destacat de l'elit intel·lectual que després de la Guerra del 36 mirà d'implantar el model cultural del feixisme espanyol a Catalunya. Fou cap de la secció espanyola del Departament Nacional de Cinematografia i entre 1948 i 1955 fou inspector central d'Ensenyament Mitjà.
Fou promotor cultural de les editorials Lauro i Yunque, així com fundador de l'editorial Tartessos, que l'any 1945 la vengué a José Manuel Lara. Col·laborà en diferents mitjans de comunicació escrit com ara Luz, Ya, ABC, Cruz y Raya, El Día Gráfico, La Vanguardia i Blanco y Negro. No obstant, la seva principal tasca de col·laborador la realitzà pel diari Solidaridad Nacional, dirigit pel mateix Santa Marina, i a la col·lecció «Poesía en la mano» de Juan Ramón Masoliver. Morí a Istanbul l'any 1974.

## Obres seleccionades
Algunes de les obres realitzades per l'autor foren:
- Verde voz (poesia, 1934)
- Explicación del Greco toledano (Madrid, 1935)
- Una lágrima sobre la Gaceta (1935)
- Un meridional en Rusia (viatges, 1936)
- 9 poemas de Valery y 12 sonetos de la muerte (poesia, 1939)
- Francisco de Quevedo: Poesía (1939)
- Preventorio D. Ocho meses en el SIM (Barcelona, 1939) (reeditat el 1974 amb el títol Preventorio D. Ocho meses en la cheka)
- Neoclásicos y románticos (1940)
- Sonetos y romance (poesia, 1941)[4]
- Prácticas de literaturas no castellanas. Un panorama completo de todas las literaturas desde el siglo –X hasta 1944 (Barcelona, 1944)
- Los bienes del mundo (Barcelona, 1945)
- El paquebote de Noé (narrativa, 1945)
- Dichos de amor (poesia, 1949)
- 60 notas sobre literatura (1950)
- Las maletas del más allá (teatre, 1952)
- Elegía incompleta (poesia, 1952)[4]
- Historias del abuelo (teatre, 1955)[4]
- Las 10 mejores novelas españolas (1959)
- Poesías completas (1928-1962) (poesia, 1963)
- De la estrella de oriente a la estrella del norte (Barcelona, 1965)
- Antología poética de la lengua catalana (1965)
- Condenado a muerte (poesia, 1967)
- Maximiliano de México (Madrid, 1971)
- De Acapulco a Nueva York, pasando por los Balcanes (viatges, 1971)

## Premis
Els tres principals premis que rebé foren:
- 1963: Premi Ciutat de Barcelona de poesia en llengua castellana per Poesías completas (1928-1962)
- 1965: Premi Nacional de Literatura de viatges «Camino de Santiago» per De la estrella de oriente a la estrella del norte
- 1966: Premi Ausiàs March de poesia per Condenado a muerte